# 德薩弗拉嶺
79°17′S 157°27′E / 79.283°S 157.450°E
德薩弗拉嶺（英語：DeZafra Ridge）是南極洲的山嶺，位於奧次地，長9公里，屬於庫克山脈的一部分，處於福爾特海崖以西5公里，現時由南極條約體系管理。